# Andreu Roig i Prohens
Andreu Roig i Prohens (Campos, Mallorca, 1880 — Palma, Mallorca, 1955) va ser un poeta en llengua catalana.
Va escriure el llibre Codolades mallorquines el 1934, citat en el Patrimoni Bibliogràfic de Mallorca. Una codolada és una composició poètica de to popular en què es combinen alternativament els versos de vuit síl·labes rimant amb versos de quatre o cinc síl·labes (i antigament versos també versos de set amb versos de tres síl·labes) que solen explicar històries de caràcter humorístic i satíric i de caràcter molt popular.